# Lichess
Lichess là một máy chủ cờ vua Internet (Internet chess server) mã nguồn mở miễn phí được điều hành bởi một tổ chức phi lợi nhuận cùng tên. Người dùng trên Lichess có thể chơi cờ vua trực tuyến ẩn danh hoặc đăng ký tài khoản để chơi các ván cờ vua với tính năng xếp hạng. Tất cả các tính năng trên Lichess đều miễn phí.

## Lịch sử
Lichess được lập trình viên người Pháp Thibault Duplessis thành lập vào năm 2010. Các phần mềm và thiết kế của Lichess chủ yếu là mã nguồn mở theo giấy phép AGPL, cũng như theo một số giấy phép miễn phí và không miễn phí khác.
Vào ngày 11 tháng 2 năm 2015, ứng dụng di động Lichess chính thức được phát hành cho các thiết bị Android. Vào ngày 4 tháng 3 năm 2015, Lichess phát hành ứng dụng di động cho các thiết bị chạy iOS. Tính đến ngày 28 tháng 4 năm 2022, theo xếp hạng của Alexa, lichess.org có thứ hạng toàn cầu là 683, với phần lớn người truy cập đến từ Hoa Kỳ, Ấn Độ và Trung Quốc. Cũng theo Alexa, Lichess chỉ xếp thứ hai sau Chess.com.